# 忍びいろは

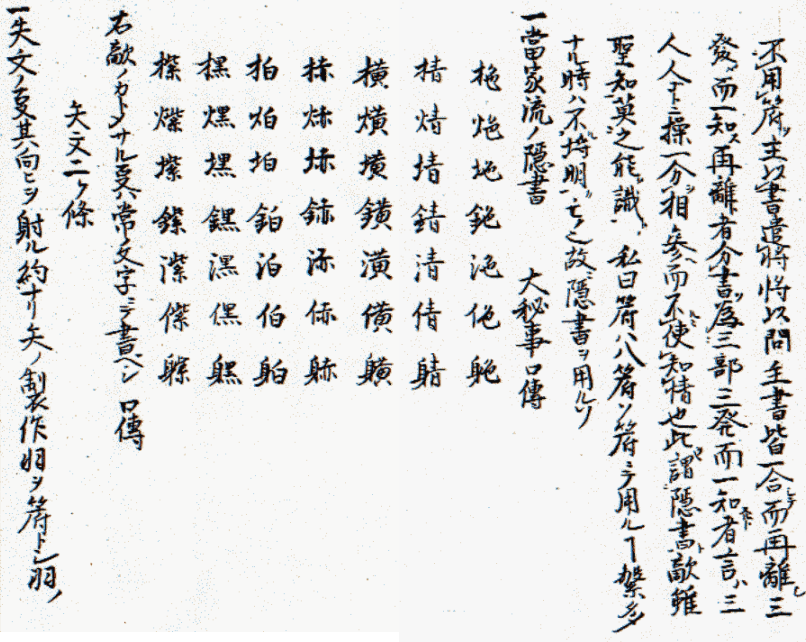
『万川集海』第5巻に見える忍びいろは。

忍びいろは（しのびいろは）とは、かつて忍者が使ったといわれる暗号の一種で、漢字に似た49文字から構成される。『万川集海』に見えるが、実際に使われたかどうかは不明。
なお、「忍びいろは」という名称はおそらく現代の研究者によるもので、実際の忍術の書物には見えない。

## 構造
『万川集海』巻第五の「隠書二カ条」に49文字を7字×7行に並べた表がある。各字は漢字のように見え、偏と旁から構成される。同じ行の字は同じ旁を持ち、右から左へ「色・青・黄・赤・白・黒・紫」である。偏は上から順に「木・火・土・金・水（氵）・人（亻）・身」の順に並んでいる。
『万川集海』はこれらの字の読み方について何も言っていないが、山口正之の解釈では、これは上から下、右から左へいろは順に並んでいる。この解釈は『万川集海』の「言葉通ずる貝の約の事」（ほら貝の音による暗号）の図で使われている忍びいろはを五十音図として解釈できることから支持される。山口は48番目の字（人偏に紫）が「ん」であり、49番目（身偏に紫）は句読点にあたると推測している。
しかし、実際には各流派忍家または仕官先によって読み方が異なるともいう。

## 実際の用例
『万川集海』以外での忍びいろはの実際の用例は知られていない。
白土三平による忍者ものの漫画にしばしば使われ、『忍法秘話』の中の『イシミツ』（栬𨊂𠎁潢）では題そのものが忍びいろはで書かれているが、目録類では下駄記号になっていることがある。JIS X 0213ではこの題を根拠に第4水準に「𠎁」（ミ、人偏に黑、2-1-87、U+20381）と「𨊂」（シ、身偏に黑、2-89-57、U+28282）の2字を収録している（「栬」（イ、木偏に色、1-85-64、U+682C）と「潢」（ツ、さんずいに黃、1-87-13、U+6F62）は別典拠によって第3水準に追加）。

## Unicode
Unicodeには忍びいろはのためのブロックは存在しない。忍びいろは49字のうち39字はCJK統合漢字拡張G（Unicode 13.0、2020年）までの漢字の中に暗合する文字および忍びいろはを出典として採用された文字がある。CJK統合漢字拡張H（Unicode 15.0、2022年）で残りの10文字が追加され、完全網羅となった。ただし、青と靑、黄と黃、黒と黑の差は無視する。
内訳は次の通り。角カッコで示したものは異体字。
- CJK統合漢字URO（初期からあったブロック） - 栬銫棈埥錆清[淸]倩横[橫]熿墴鐄潢僙焃浾柏鉑泊伯潶橴
- CJK統合漢字拡張A - 䤲㷵
- CJK統合漢字拡張B - 𣴊𠈜𨉆𨊇𡋽𤇢𡊚𣘸𨭆𠎁𨊂
  - このうち𠎁・𨊂の2字は純粋に忍びいろはを出典としてUnicodeに採用されている
- CJK統合漢字拡張C - 𪲒（⿰木赤）𪜻（⿰亻赤）
- CJK統合漢字拡張E - 𬈶（⿰氵紫）
- CJK統合漢字拡張F - 𭴼（⿰火青）
- CJK統合漢字拡張G - 𰞑（⿰火色）
- CJK統合漢字拡張H - 𱖥（⿰土色）、𲄤（⿰身青）、𲄠（⿰身赤）、𲄜（⿰身白）、𱗻（⿰土黒）、𱬒（⿰火紫）、𱗺（⿰土紫）、𲇡（⿰金紫）、𱏑（⿰亻紫）、𲄬（⿰身紫）

|      | 紫 | 黒黑 | 白 | 赤 | 黄黃 | 青靑 | 色 |
| ---- | -- | ---- | -- | -- | ---- | ---- | -- |
| 木   | 橴 | 𣘸   | 柏 | 𪲒 | 横橫 | 棈   | 栬 |
| 火   | 𱬒 | 㷵   | 𤇢 | 焃 | 熿   | 𭴼   | 𰞑 |
| 土   | 𱗺 | 𱗻   | 𡊚 | 𡋽 | 墴   | 埥   | 𱖥 |
| 金   | 𲇡 | 𨭆   | 鉑 | 䤲 | 鐄   | 錆   | 銫 |
| 水氵 | 𬈶 | 潶   | 泊 | 浾 | 潢   | 清淸 | 𣴊 |
| 人亻 | 𱏑 | 𠎁   | 伯 | 𪜻 | 僙   | 倩   | 𠈜 |
| 身   | 𲄬 | 𨊂   | 𲄜 | 𲄠 | 𨊇   | 𲄤   | 𨉆 |